# Star Trek II: La ira de Khan
Star Trek II: la ira de Khan (título original en inglés: Star Trek: The Wrath of Khan) es una película de ciencia ficción estadounidense ubicada dentro del universo ficticio de Star Trek creado por Gene Roddenberry. Es la segunda película de la franquicia, y fue producida por Paramount Pictures.
Tras las críticas recibidas y la respuesta comercial que obtuvo Star Trek: The Motion Picture, Roddenberry se vio forzado a producir una continuación. El productor ejecutivo Harve Bennett escribió originalmente un boceto de la película, que luego fue completado por Jack B. Sowards. El director Nicholas Meyer fue quien finalmente terminó en doce días el guion, sin aceptar crédito por ello. Meyer evocó la atmósfera de la serie original, y esto fue reforzado con la música compuesta por James Horner. La producción, para mantenerse dentro del presupuesto otorgado, recortó gastos utilizando viejas miniaturas empleadas en proyectos anteriores de Star Trek. Entre los logros técnicos de la película, está el haber usado por primera vez una secuencia completa de CGI (Imagen generada por computadora).
The Wrath of Khan se estrenó el 4 de junio de 1982 en Estados Unidos y fue un éxito de taquilla, recaudando 97 millones de dólares a nivel mundial y estableció un nuevo récord de recaudación obtenida en el día de su estreno. La crítica reaccionó de manera positiva, destacando el personaje de Khan y a la película como un elemento sólido. La ira de Khan es considerada una de las mejores películas de la franquicia de Star Trek.

## Argumento

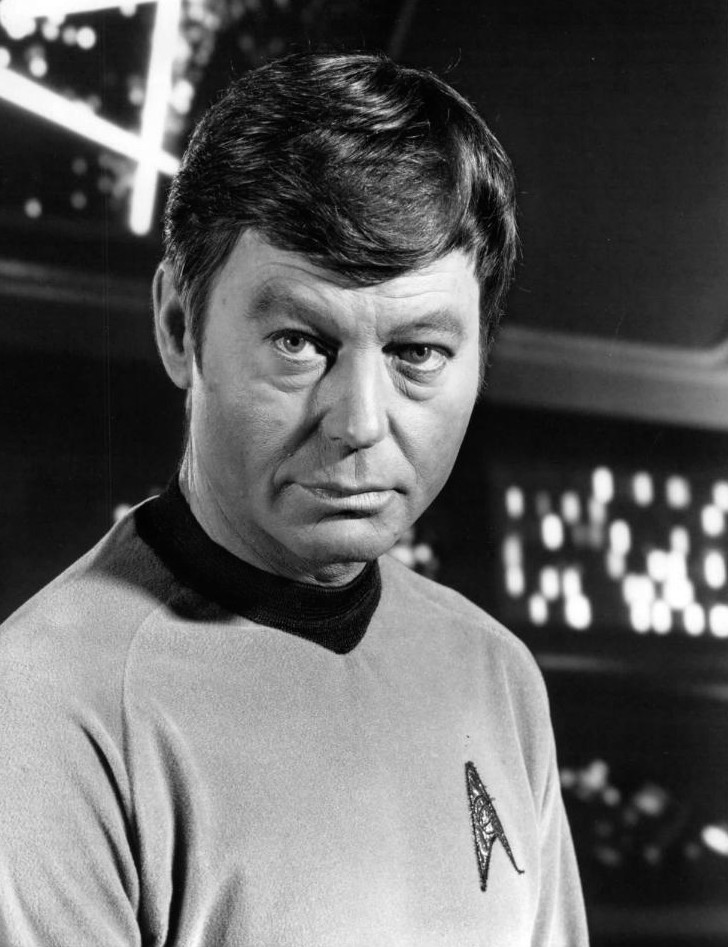
Dr. McCoy.

En el año 2285, el almirante James T. Kirk observa una sesión de simulación de los reclutas del capitán Spock. En la simulación, la teniente Saavik dirige el USS Enterprise en una misión de rescate para salvar la tripulación de una nave dañada, la Kobayashi Maru. Cuando el Enterprise entra a la Zona Neutral Klingon para llegar a la nave, es atacada por cruceros Klingon y críticamente dañada. La simulación es un escenario sin posibilidad de victoria diseñado para probar el carácter de los oficiales de la flota estelar. Después, el Dr. McCoy visita a Kirk en su cumpleaños. Viendo a Kirk en un mal estado anímico, el doctor le aconseja buscar un nuevo equipo y no envejecer detrás de un escritorio.
Mientras tanto, el USS Reliant está en una misión para buscar un planeta carente de vida para probar el dispositivo Génesis, el cual está diseñado para reorganizar la materia con el fin de crear mundos habitables para la colonización. Dos oficiales del Reliant, el Comandante Pavel Chekov y el Capitán Clark Terrell son teletransportados a la superficie en busca de un posible planeta para colonizar, el cual creen que es Ceti Alfa VI, una vez ahí, son capturados por Khan Noonien Singh. Hace quince años, el Enterprise descubrió la nave de Khan a la deriva en el espacio; Kirk exilió a Khan y sus superhombres a Ceti Alfa V después de que intentaran hacerse con el Enterprise. Tras naufragar, Ceti Alfa VI explotó, cambiando la órbita de Ceti Alfa V y destruyendo su ecosistema. Khan culpa a Kirk por la muerte de su esposa y planea venganza. Le implanta a Chekov y Terrell unas criaturas alienígenas que entran en los oídos de sus víctimas y las dejan susceptibles al control mental, y utiliza a los oficiales para capturar al Reliant. Tras enterarse sobre Génesis, Khan ataca la estación espacial Regula I, donde el dispositivo está siendo desarrollado por la ex-amante de Kirk, la doctora Carol Marcus y David, su hijo nacido de dicha relación.
El Enterprise se embarca en un viaje de entrenamiento de tres semanas. Kirk asume el mando después de recibir una llamada de emergencia de Regula I. Durante el trayecto, el Enterprise es emboscado y atacado por el Reliant, provocando las muertes y lesiones de los aprendices. Khan se comunica con el Enterprise y le ofrece dejar con vida a Kirk y su tripulación si entregan todo el material vinculado con Génesis. Kirk pide tiempo y utiliza el código prefijo del Reliant para reducir remotamente sus escudos, permitiendo que el Enterprise realice un contraataque. Khan es forzado a retirarse y efectuar reparaciones, mientras que el Enterprise se estaciona en Regula I. Kirk, McCoy, y Saavik se teletransportan al interior de la estación y encuentran con vida a Terrell y Chekov, junto con los masacrados miembros del equipo de Marcus. Pronto encuentran a Carol y David, quienes estaban escondidos en el planetoide de Regula I. Khan, habiendo utilizado a Terrell y Chekov como espías, les ordena que maten a Kirk; Terrell se resiste a la influencia de la criatura en su mente y se quita la vida mientras que Chekov cae inconsciente y la criatura deja su cuerpo. Khan luego teletransporta Génesis a bordo del Reliant. Aunque Khan cree que su enemigo está atrapado en Regula I, Kirk y Spock utilizan un código para reunirse. Kirk dirige el Enterprise hacia la Nebulosa Mutara, la eectricidad estática hace que los escudos de ambas naves queden inutilizados, dejando tanto al Enterprise como el Reliant emparejados. Spock nota que las tácticas de Khan son bidimensionales, indicando falta de experiencia en el combate espacial, lo que Kirk aprovecha para inhabilitar críticamente al Reliant.
Herido de muerte, Khan activa Génesis, lo que reorganizará toda la materia en la nebulosa, incluyendo al Enterprise. Aunque la tripulación de Kirk detecta la activación de Génesis e intenta salir del perímetro, no podrán escapar de la nebulosa a tiempo debido a los daños que tiene el motor de impulso de la nave. Spock va a la sala de máquinas para restaurar el motor de impulso. Cuando McCoy intenta impedirlo, debido a que los altos niveles de radiación pueden ser fatales, Spock lo incapacita con un pellizco vulcaniano y le realiza una fusión mental, diciéndole que recuerde. Spock exitosamente restaura el motor de impulso y el Enterprise logra escapar de la explosión, aunque a costa de la vida de Spock. La explosión de Génesis causa que el gas en la nebulosa se transforme en un nuevo planeta, capaz de sustentar vida.
Tras ser alertado por McCoy, Kirk va a la sala de máquinas y descubre que Spock está muriendo por envenenamiento por radiación. Spock le pide a Kirk que no sufra por su muerte, ya que su decisión para sacrificar su vida salvando la tripulación es una decisión lógica, antes de sucumbir a sus lesiones. Un funeral espacial es realizado en el salón de lanzamientos del Enterprise y el ataúd de Spock es lanzado en la órbita del nuevo planeta. La tripulación se marcha para recoger a la naufragada tripulación del Reliant de Ceti Alfa V. El ataúd de Spock, habiendo aterrizado, descansa en la superficie del planeta de Génesis.

## Intérpretes
| Personaje                 | Intérpretes       | Doblaje español    | Doblaje mexicano     |
| ------------------------- | ----------------- | ------------------ | -------------------- |
| Almirante James T. Kirk   | William Shatner   | Constantino Romero | Guillermo Coria      |
| Capitán Spock             | Leonard Nimoy     | Camilo García      | Antonio Raxel        |
| Dr. Leonard McCoy «Bones» | DeForest Kelley   | Joaquín Díaz       | Maynardo Zavala      |
| Montgomery Scott «Scotty» | James Doohan      | Felipe Peña        | Eduardo Borja        |
| Hikaru Sulu               | George Takei      | Eduardo Muntada    | Rafael Rivera        |
| Teniente Nyota Uhura      | Nichelle Nichols  | Maife Gil          | Evelyn Solares       |
| Pavel Chekov              | Walter Koenig     | Antonio Lara       | Ernesto Casillas     |
| Khan Noonien Singh        | Ricardo Montalbán | Rafael Luis Calvo  | Blas García          |
| Teniente Saavik           | Kirstie Alley     | María Luisa Solá   | Mónica Manjarrez     |
| Dra. Carol Marcus         | Bibi Besch        | Rosa Guiñón        | Liza Willert         |
| Dr. David Marcus          | Merrit Butrick    | Salvador Vives     | Carlos Íñigo         |
| Capitán Clark Terrel      | Paul Winfield     | Francisco Garriga  | Pedro D'Aguillón Jr. |

## Producción

### Desarrollo
Tras el lanzamiento de Star Trek: The Motion Picture, el productor ejecutivo Gene Roddenberry escribió su continuación. En su guion, la tripulación del Enterprise viajaba en el tiempo para asesinar a John F. Kennedy para arreglar un cambio producido en la línea de tiempo. Este guion fue rechazado por los ejecutivos de Paramount, quienes culpaban a Roddenberry por el pobre desempeño y presupuesto inflado de la primera película debido a los constantes cambios. En consecuencia, Roddenberry fue eliminado de la producción, y ocuparía la posición ceremonial de consultor ejecutivo. Harve Bennett, un nuevo productor en Paramount, se transformó en el productor de la nueva película de Star Trek. De acuerdo con Bennett, fue llamado frente a un grupo que incluía a Jeffrey Katzenberg y Michael Eisner y se le preguntó si él creía que podría hacer una película mejor que The Motion Picture. Bennett respondió en forma afirmativa, a lo que Charles Bluhdorn preguntó: «¿Puedes hacerla por menos de cuarenta y cinco millones de dólares?». Bennett respondió: «De donde yo vengo, se pueden hacer cinco con ese presupuesto».
Harve Bennett se dio cuenta de que estaba ante un serio desafío al desarrollar la próxima película de Star Trek, por el hecho de que nunca había visto la serie. Para compensar, miró todos los episodios originales. Esta inmersión en el mundo de Star Trek lo convenció de que en la primera película faltó un verdadero villano, y después de ver el episodio Space Seed, decidió que el personaje Khan Noonien Singh era el enemigo perfecto para su film. Antes del que el guion estuviese terminado, reunió a su equipo de producción, entre los que se hallaban Robert Sallin como productor, y Michael Minor como director artístico.
Para noviembre de 1980, Bennett había escrito el primer boceto del film, titulado Star Trek II: The War of the Generations. Luego, contrató a Jack B. Sowards, un ávido fanático de Star Trek, para que convirtiera su esquema en un guion completo. Para el invierno de 1981, Sowards ya tenía un guion preliminar. El proyecto de Sowards, The Omega Syndrome, incluía un arma llamada «The Omega System», pero le preocupaba que la trama del arma fuera muy negativa, y Bennett quería algo más innovador. Durante una llamada telefónica, Minor sugirió que el dispositivo fuera cambiado a una herramienta de terraformación. Al día siguiente, Bennett abrazaba a Minor diciéndole que él había salvado a Star Trek. En reconocimiento del poder bíblico del arma, Soward renombró «The Omega System» en «Génesis Device».
Para abril de 1981, Soward movió la muerte de Spock para más adelante en la historia y presentaba un nuevo personaje llamado Saavik. El proyecto obtenido (que no incluía a Khan) se consideró inadecuado. En este punto, no había consenso de cómo sería la película, al tener dos proyectos totalmente diferentes entre sí.
El recién contratado como director Nicholas Meyer tuvo la idea de hacer una lista compuesta por las cosas que más les había gustado al equipo creativo de los proyectos presentados. Como ILM necesitaba un guion en doce días, Meyer decidió realizarlo sin recibir dinero o crédito por ello. Meyer sorprendió a todos con la habilidad de escribir rápido y bien en tan sólo doce días, y cuando William Shatner y Leonard Nimoy vinieron con quejas sobre el guion, fue capaz de reescribir el guion en uno o dos días.

### Diseño
Meyer intentó cambiar el aspecto de Star Trek para coincidir con el ambiente náutico que él imaginó y al mismo tiempo mantenerse dentro del presupuesto del film. Al Enterprise por ejemplo se le dio una señal sonora, más luces parpadeantes y señalizaciones. Para reducir costes, el productor de diseño Joseph Jennings utilizó elementos existentes de The Motion Picture. El 65 % de la película fue filmada en el mismo set; el puente de simulación del inicio de la película así como también el del Reliant fueron modificaciones del puente del Enterprise. También se reutilizaron los modelos y escenas de la primera película.
El diseñador Robert Fletcher fue contratado para rediseñar los uniformes existentes y crear nuevos. A Meyer no le gustaban los uniformes de la Serie Original ni los de The Motion Picture, pero por razones presupuestarias no podía descartar todos. Pruebas de tinte del tejido mostraron que los antiguos uniformes tomaban bien tres colores: azul-gris, oro y rojo oscuro. Fletcher decidió usar el rojo oscuro debido al fuerte contraste que proporcionaba con el fondo.
Para Khan y sus seguidores, Fletcher creó un fuerte contraste con los altamente organizados uniformes de la Flota Estelar; su idea fue que las vestimentas de los exiliados estuviesen hechas con cualquier cosa que pudieran haber encontrado. La ropa utilizada por Khan fue diseñada con un escote abierto, para mostrar el físico de Ricardo Montalbán

### Rodaje
El rodaje comenzó el 9 de noviembre de 1981 y concluyó el 29 de enero de 1982. The Wrath of Khan obtuvo un argumento con más acción que su predecesora. Bennett, un respetado veterano de la televisión, realizó la película con un presupuesto de 11 millones de dólares, mucho menos costosa que los 45 millones gastados para hacer The Motion Picture. Meyer utilizó trucos de cámaras para ahorrar la construcción de grandes y costosos decorados. El Enterprise fue reformado para sus tomas en el espacio.

## Recaudación
The Wrath of Khan recaudó 78.21 millones de dólares en Estados Unidos, y 97 millones de dólares a nivel mundial. Aunque la recaudación total fue menor a la de The Motion Picture, era más rentable debido su bajo coste de producción. En su semana de estreno, la película obtuvo un total de 14.35 millones de dólares, para ese momento marcó un récord histórico.

## Blu-Ray, DVD y VHS
Paramount lanzó la película en VHS para 1983. A diferencia de los lanzamientos de esa época, Paramount vendió el VHS a 39.95 dólares, más de 40 dólares por debajo del precio de otros filmes.
Para 2000, se lanzó The Wrath of Khan en DVD, sin materiales adicionales. En agosto de 2002, fue lanzada la «Edición del Director» en dos DVD. Además de las imágenes remasterizadas y sonido 5.1 Dolby surround, el segundo DVD incluía comentarios del director, entrevista con los actores, diapositivas y el tráiler de la película.
El 12 de mayo de 2009, sale a la venta la primera versión en Blu-Ray de The Wrath of Khan, incluida en un pack que contiene las 6 películas protagonizadas por el elenco de Star Trek: The Original Series. La película fue completamente restaurada para alta definición e incluye sonido Dolby TrueHD de 7.1 canales. Únicamente la versión cinematográfica fue incluida en este Blu-Ray. El mismo día, también salió a la venta «Star Trek: Motion Picture Trilogy» que contiene Star Trek 2, 3 y 4.